# Medalha do Mérito Econômico (CORECON-SE)
A Medalha de Mérito Econômico é a maior condecoração concedida  pelo  Conselho Regional de Economia de Sergipe (Corecon-SE), sediada no Rua Duque de Caxias, 398 - São José em Aracaju no Brasil. É uma medalha destinada a Economista e  Gestores Públicos em suas esferas tenham contribuído para o engrandecimento  no desenvolvimento econômico, social do Estado de Sergipe, Brasil e  Internacionalmente.

## Laureados
| Ano  | Recipiente      | Motivo                           |
| ---- | --------------- | -------------------------------- |
| 2012 | Otaviano Canuto | Atuação Internacional            |
| 2017 | TV Sergipe      | Informações de notícia econômica |